# 一号自行重步兵炮

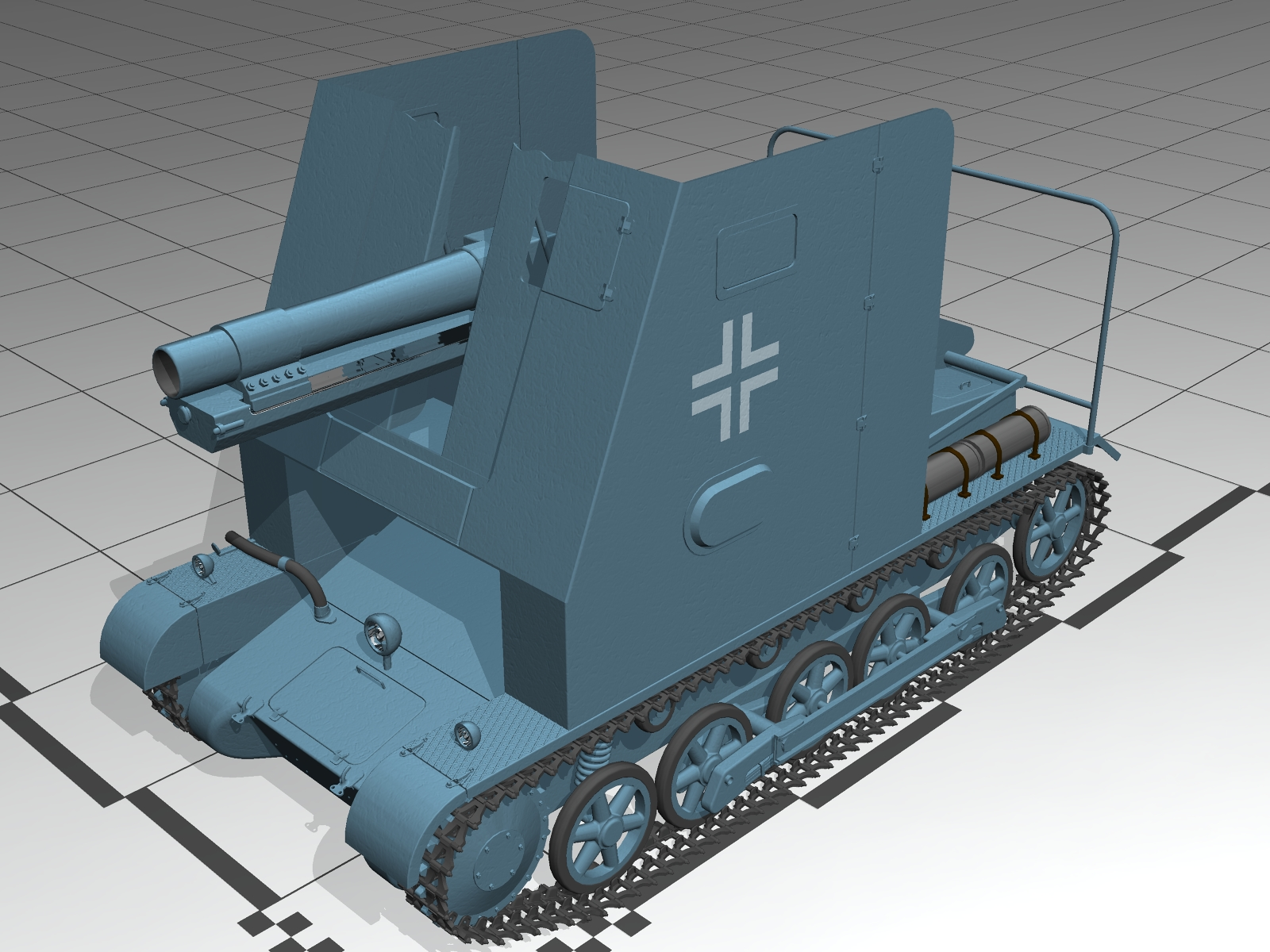
采用一号战车底盘改造而成的“野牛”

15公分sIG 33装甲战斗车辆一号B型（15 cm sIG 33 (Sf) auf Panzerkampfwagen I Ausf B）是廣泛被德军炮兵單位使用的自行重步兵炮，以一号战车的底盤为基础、配搭sIG33 150mm榴彈砲作为主炮改装而成。曾参加过1940年对法国的入侵作战。其最大特色在于可拆卸的火炮设计，既可以固定在底盘作为标准的自行火炮来使用，又可以拆卸下来作为普通的榴弹炮用于阵地战。它尽管被广泛称为突击坦克一号野牛式)，实际是盟军的误解，在德军中从未有过这个名字。

## 相关條目
- 野牛II式自行火炮——“野牛式”的改进型，采用二号战车的底盘改装而成
- 蟋蟀式自行火炮——采用Panzer 38(t)底盘改造而成的sIG 33自行火炮
- sIG 33步兵炮